# Brussel van A tot Z

## A
Abdij Ter Kameren -
Academiënpaleis -
Ancienne Belgique -
Adolphe Maxlaan -
Anspachgalerij -
Anspachlaan -
Arrondissement Brussel
Arrondissement Brussel-Hoofdstad -
Arrondissement Brussel-Halle-Vilvoorde -
Art & Design Atomium Museum -
Atomium -
Autoworld -
Autrique-huis -

## B
Nationale Basiliek van het Heilig Hart -
Bastiontoren -
Lijst van beelden in Brussel -
Beenhouwersstraat -
Proximus Towers -
Belliardtunnel -
BELvue Museum -
Belgisch Centrum voor het Beeldverhaal -
Berlaymontgebouw -
Beursplein (Brussel) -
Beursschouwburg -
Bibliografie van Brussel -
Bortiergalerij -
Boterhammen In Het Park -
BOZAR -
Brosella -
Bruksellive -
Bruparck -
Brussel (stad) -
Brussel Ook Onze Stad -
Brussel in de literatuur -
Brussels Airport -
Brussels (dialect) -
Brussels Hoofdstedelijk Gewest -
Brussels Hoofdstedelijk Parlement -
Brusselse Hoofdstedelijke Regering -
Brussels International Festival of Fantastic Film -
Brussels Museum voor Arbeid en Industrie -

## C
Cauchie-huis -
Centrumgalerij -
Cinéma Nova -
Comme Chez Soi -
Couleur café -
Station Brussel-Centraal -

## D
De Brouckèreplein -
De Rand -

## E
Brussel en de Europese Unie -
Brussels Expo -
European Motor Show Brussels -
Expo 58 -

## F
Facultés Universitaires Saint-Louis -
Foire du Livre de Bruxelles -
Franse Gemeenschapscommissie -

## G
Geschiedenis van Brussel -
Gewestelijk ExpresNet -
Goedele van Brussel -
Grote Markt -

## H
Half-en-half -
Hallepoort -
Haren (Brussel) -
Heizel -
Hertogdom Brabant -
Hotel van Eetvelde -
Huis van de Vlaamse Volksvertegenwoordigers

## I
Ilot Sacré

## J
Emile Jacqmainlaan -
Jeanneke Pis -
Het Brusselse regularissenklooster Jericho -
Joods Museum van België -
Jubelpark -
Justus Lipsiusgebouw -

## K
Karel de Grotegebouw -
Kasteel Belvédère -
Kasteel Hertoginnedal -
Kasteel van Laken -
Kasteel van Stuyvenberg -
Kathedraal van Sint-Michiel en Sint-Goedele -
Kleine Ring -
Koninklijk Belgisch Instituut voor Natuurwetenschappen -
Koning Boudewijnstadion -
Koninginnegalerij -
Koningsplein -
Koningsstraat -
Koninklijk Museum van het Leger en de Krijgsgeschiedenis -
Koninklijke Musea voor Kunst en Geschiedenis -
Koninklijke Musea voor Schone Kunsten van België -
Koninklijke Sint-Hubertusgalerijen -
Koninklijke Vlaamse Schouwburg -
Koudenberg -
Kunstberg -

## L
Brussel in de literatuur -
Leopold II-laan -
Leopoldpark -
Leopoldruimte -
Leopoldswijk -
lijst van gangen in Brussel –
 lijst van parken en tuinen in het Brussels Hoofdstedelijk Gewest -
lijst van straten en pleinen in Brussel -
Louizalaan -
Luxemburgplein -

## M
Madoutoren -
Manneken Pis -
Magrittemuseum (Esseghemstraat) -
Marc Sleen Museum -
Marollen -
Martelarenplein -
Matonge -
Metro van Brussel -
Millennium Iconoclast Museum of Art -
Montgomerytunnel -
Muntplein -
Musée Magritte Museum -
Museum voor Dierkunde Auguste Lameere -
Museum voor het Stedelijk Vervoer te Brussel -
Muziekinstrumentenmuseum -

## N
Nieuwstraat -
Noordstation -
Noord-Zuidverbinding -
Noordruimte -

## O
Onze-Lieve-Vrouw-ter-Sneeuw –
oostelijke uitbreiding van Brussel

## P
Paleis op de Koudenberg -
Paleis van Karel van Lotharingen -
Portaal:Brussel -
Brusselse premetro -
Justitiepaleis van Brussel -

## R
Brusselse Rand –
Rattestroet  -
Résidence Palace -
Rogierplein -
Rooklooster -

## S
Scherdemaal -
Schumanplein -
Sint-Jacob-op-Koudenberg -
Stadhuis van Brussel -

## T
Ter Kamerenbos -
Thuis (televisieserie) -
Brusselse tram -
Trassersweg -
Tuinwijken in Brussel -
TV Brussel -

## U
Université Libre de Bruxelles

## V
Verbeulemansing -
Verfransing van Brussel -
Villa Empain -
Vlaamse Gemeenschapscommissie -
Vlaams Minister voor Brusselse Aangelegenheden -
Vlaams-Nederlands Huis deBuren -
Vlaams Parlement -
Vlaams Parlementsgebouw -
Volkshuis Brussel -
Vorst Nationaal -
Vossenplein -
Vrije Universiteit Brussel -

## W
Brusselse wafel -
Wapen van Brussel -
Warandepark -
Warmoesberg -
Wetstraat -
Wiertzmuseum -
Wijk van de Squares -
winkelgalerijen in Brussel -
Woning en atelier van Horta -
World Trade Center

## X Y Z
Zavel -
Zinnekeparade -
Zoniënwoud -
zuidelijke uitbreiding van Brussel -
Zuidfoor -
Zuidstation